# So Happy I Could Die
A So Happy I Could Die Lady Gaga amerikai énekesnő 2009-es The Fame Monster című harmadik középlemezének egyik dala. A számot Gaga, RedOne és Space Cowboy szerezték, míg a produceri munkát RedOne végezte. A Gaga „Alkohol Szörnyétől való Félelme” által inspirált dal a „boldog helyről” szól, ahová az emberek akkor mennek, mikor „a hatás” alá kerülnek. Az alkoholizmus elterjedt elképzelései mellett a So Happy I Could Die számos szexuális témát is megvizsgál dalszövegében.
Zeneileg egy Europop hatású szintipop dal. A So Happy I Could Die nagyrészt pozitív visszajelzéseket kapott, a kritikusok dicsérték szexuális természetét. A dal slágerlistás helyezést tudott elérni Magyarországon, Svédországban és az Egyesült Királyságban is. Gaga a dalt előadta The Monster Ball Tour elnevezésű második világ körüli turnéján.

## Háttér

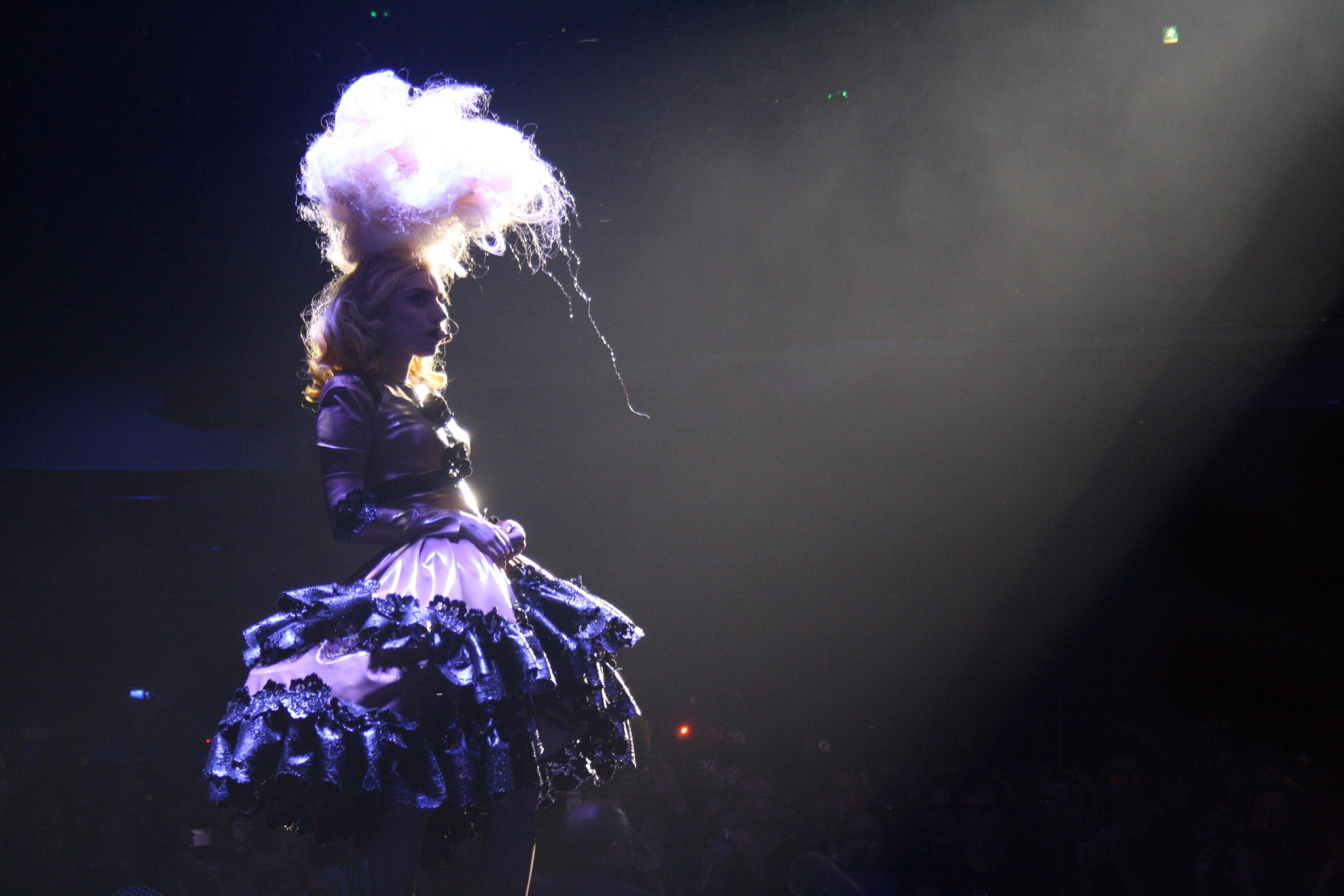
Lady Gaga a So Happy I Could Die előadása közben a The Monster Ball Tour eredeti változatában.

Lady Gaga RedOne-nal és Space Cowboy-jal kollaborálva írta meg a szöveget, míg a szám produceri munkáját RedOne végezte. Alkalmi ivóként a dal Gaga „Alkohol Szörnyétől való Félelmét” reprezentálja. Erre több dalszöveg is bizonyítékul szolgál, mint például a „Happy in the club with a bottle of red wine, stars in our eyes and we're having a good time” („Boldogan a klubban egy üveg vörösborral, csillagok a szemeinkben és jól érezzük magunkat”) szövegsor. Egy MTV-vel készített interjúban Gaga elárulta, hogy a dal az alkohol euforikus hatásairól szól — az úgynevezett „boldog helyről” — és elmagyarázta, hogy félelmét két dal osztja meg. „A félelmem az alkoholtól. A félelmem a drogoktól... a félelmem a függőségtől. [...] De az alkohol furcsa, mert elvisz erre a nagyon boldog helyre, elfelejted minden problémád, és csupán egy percre olyan boldog vagy, és aztán teljesen hirtelen felfordul a gyomrod, és még lejjebb kerülsz... És ez a kapcsolatom a fogyasztással és az alkoholizmussal.” Az énekesnő azt is bevallotta Twitter felhasználóján, hogy Lily Allen angol énekesnő hatással volt rá a dal megírása közben.

## Kompozíció
A So Happy I Could Die egy közepes tempójú szintipop dal, amely az Europop elemeit tartalmazza. A dalnál Auto-Tune-t használtak, amely egy visszhangzó effektet adott neki. A Sony/ATV Music Publishing által a Musicnotes.com-on kiadott kotta alapján a dal ütemmutatója 4/4, A-mol hangnemben íródott, és a percenkénti leütésszáma 100. Gaga hangterjedelme A3-tól A4-ig terjed, és a dal az F–G–Em–Am akkordmenetet követi. Ahogy Gaga a refrént énekli, dallam struktúrája Natasha Bedingfield 2008-as Pocketful of Sunshine című dalához hasonlatos. Paul Lester a BBC-től úgy vélte, hogy a So Happy I Could Die tükrözi a Gaga dalaiban gyakori LMBT témákat, míg Sal Cinquemani a Slant Magazine-tól azt állította, hogy azt az „instruktív” üzenetet közvetíti, hogy az énekesnő elutasít „bármely nemi kapcsolatot másokkal”. „A So Happy I Could Die egy szerelmes dal,” tette hozzá, „de vonzódásának tárgya saját maga; saját magát nézegeti, önmagával iszik, önmagával táncol, és önmagát érinti meg.”
Britney Spears Touch of My Hand című dalával vontak párhuzamot a kritikusok. Habár a MuuMuse weboldal egyik írója megjegyezte, hogy dalszövege és zenéje „túl sötét, hogy egy helyre tegyük Spears önfelfedezésről szóló ódájával.” A dal verzéinek előadása után a refrénben Gaga a következőket énekli: „Happy in the club with a bottle of red wine / Stars in our eyes 'cause we're having a good time / Yeah, yeah / So happy I could die.” Melinda Newman a HitFix oldaltól a dal hangzását Madonnához hasonlította, míg hasonlóságokat vélt felfedezni a refrénben lévő „hey-ey-hey-ey” szöveget Rihannához. Tony Hardy a Consequence of Sound kritikusa a So Happy I Could Die-t egy „nyugis” számnak írta le olyan szövegekkel, amelyek többféleképpen értelmezhetőek. Úgy vélte, hogy a dal potenciális témája a Szapphói vágyak, az énekesnő alteregója, illetve az alkohol és a hírnév „múló” hatásai lehetnek. A Popjustice egyik szerzője a dal „rave-es” ütemét DJ Tiësto munkájához hasonlította.

## Fogadtatás
A dalt „pop pihének” leírva, Simon Price a The Independent-től azt írta, hogy „mindig meg van az esély, hogy valami érdekes dolog zajlik azokban a csillogó anyaggal bevont szemekben.” Ben Patashnik az NME-től magasztalta a dal szuggesztív természetét: „A So Happy I Could Die tökéletesen megidézi egy emberekkel teli szobában lévő magány érzését a jeges ütemeivel. Gaga a maszturbációba menekül, hogy egyedüli módként megőrizze az irányítást.” A So Happy I Could Die-t Lady Gaga huszonhetedik legjobb dalának nyilvánította a Rolling Stone magazin, és a következőket írták hozzá: „Gaga örvend a bulizgatás, iszogatás és a bi-kíváncsiság élvezeteinek.” Az Under the Radar cikkírója, Nick Hyman kijelentette, hogy a So Happy I Coul Die egy nem inspiráló szám, míg Evan Sawdey a PopMatters-től úgy érezte, hogy Gaga vokálja itt a legrosszabb az összes dala közül. „Egy kicsit kiábrándító is, mert egy olyasvalaki számára, aki fájdalmasan megfontolt módon alakítja ki egyedi vizuális imidzsét, annál csalódás azt látni, hogy a minőségirányítást nem tudta alkalmaztatni a dalkiválasztásra, amely végül meghatározza az örökségét.”
Bradley Stern a MuuMuse-tól úgy vélte, hogy a dal Gaga folytatása volt a The Fame-en szereplő Starstruck című dalához, mivel ugyanolyan „nyikorgó szintikkel és urban stílussal kezd bele egy kis önélvezetbe”. Zenéjét és szövegét „sötétnek” írta le, míg a dalt „minimalistának és szeszélyesnek” nevezte. Nick Levine a Digital Spy-tól az énekesnőt „kellemesen izgatónak” írta le a dalban, miközben arról énekes miként „érinti meg magát” egy levendulaszínű szőke látványára. Melinda Newman a HitFix weboldalától úgy érezte, hogy a szám esélyt adott Gagának, hogy felfedezze énekesi tehetségét, majd összegezve azt írta: „hipnotikus és szórakoztató együtt énekelni vele, lehetne kislemez is.” Tony Hardy a Consequence of Sound úgy gondolta, hogy a dal, amelynek „ígéretes” volt a címe, nem volt „olyan rossz”. A Popjustice egyik szerkesztője úgy vélte, hogy a dal nem volt alkalmas, hogy kislemez legyen, de hozzátette, hogy fontos volt „az egész The Fame Monster dolognak”. Vegyesebb kritika érkezett a musicOMH egyik írójától, aki úgy érezte, hogy a The Fame Monster üteme „enyhén lelassult” a So Happy I Could Die-jal. A dalszöveget „túl nem spontánnak” találta, és véleménye szerint „hiányzik belőle az előző számok pezsgése”. Hasonlóképpen Andrew Ryce a Beats per Minute-tól úgy gondolta, hogy a dal a „hedonizmus nem túl meggyőző himnusza, amely inkább hangzik vágyakozó siránkozásnak mint egy bulizós számnak”.
Az album megjelenésekor a So Happy I Could Die kisebb kereskedelmi sikereket ért el. Legmagasabb helyezését Magyarországon érte el, ahol tizedik helyet ért el a Magyar Hanglemezkiadók Szövetségének hivatalos kislemezlistáján 2009. november 23-án. Ezen kívül Európában még sikerült felkerülnie Svédország és az Egyesült Királyság zenei listáira is, ahol előbbiben ötvenharmadik, míg utóbbiban nyolcvannegyedik helyet ért el. Az Egyesült Államokban az ötvenötödik volt a Billboard Dance/Elektronikus digitális kislemezlistáján 2010. április 3-án.

## Élő előadások

Lady Gaga a So Happy I Could Die előadása közben a The Monster Ball Tour megújított változatában.

A So Happy I Could Die szerepelt a The Monster Ball Tour számlistáján. A turné első változatában Gaga a Teeth című dalával együtt adta elő, és egy fekete bőrfűzőt viselt. Miután megújult a turné, Gaga az „Élő Ruhában” adta elő a dalt, amely egy szárnyakkal és hosszú uszállyal kiegészített dressz, mely saját ütemére mozog. Erik Maza a The Baltimore Sun úgy érezte, hogy a dal a koncert során Gaga kevésbé ismert számai közé tartozott. A 4Music egyik szerzője úgy vélte, hogy a So Happy I Could Die előadása a koncert csúcspontja volt, és véleménye szerint az énekesnő „felülmúlja önmagát”.

## Közreműködők
A közreműködők listája a The Fame Monster albumban található füzetke alapján készült.
- Lady Gaga – vokál, dalszerzés, produceri munka, billentyűs hangszerek, háttérvokál
- RedOne – dalszerzés, produceri munka, számítógép generálta hangok, billentyűs hangszerek

## Slágerlistás helyezések
| Chart (2009)                                  | Peak position |
| --------------------------------------------- | ------------- |
| Egyesült Királyság (UK Singles Chart)         | 84            |
| Magyarország (Single Top 40)                  | 10            |
| Skócia (Scottish Singles Top 40)              | 72            |
| Svédország (Sverigetopplistan)                | 53            |
| US Dance/Electronic Digital Songs (Billboard) | 35            |

## Fordítás
- Ez a szócikk részben vagy egészben  a   So Happy I Could Die című angol Wikipédia-szócikk fordításán alapul.  Az eredeti cikk szerkesztőit annak laptörténete sorolja fel. Ez a jelzés csupán a megfogalmazás eredetét és a szerzői jogokat jelzi, nem szolgál a cikkben szereplő információk forrásmegjelöléseként.